# اووه واسمر
اووه واسمر (انگلیسی: Uwe Wassmer؛ زادهٔ ۲۲ ژانویهٔ ۱۹۶۶) بازیکن فوتبال اهل آلمان است.
از باشگاه‌هایی که در آن بازی کرده‌است می‌توان به باشگاه فوتبال شالکه ۰۴، باشگاه فوتبال فرایبورگ، و باشگاه فوتبال بازل اشاره کرد.